# Marcela Topor
Marcela Topor (Vaslui, Roumanie, 8 septembre 1976), est une journaliste d'origine roumaine, épouse de Carles Puigdemont, ancien président de la Généralité de Catalogne. Elle est titulaire d'un diplôme en philologie anglaise de l'université de Bucarest.
Elle dirige Catalonia Today, un journal en anglais lié depuis le début avec le groupe El Punt Avui, ainsi qu'un programme télévisé, des connexions catalanes, d'interviews en anglais à des résidents étrangers en Catalogne, qui est diffusé sur El Punt Avui TV,. Elle parle couramment le roumain, le catalan, l'espagnol et l'anglais.
Elle a rencontré son mari à l'occasion du Festival international de théâtre amateur de Gérone en 1998, à laquelle elle a participé en tant qu'actrice dans la compagnie de théâtre Ludic Theatre. Tous deux partagent l'idéologie indépendantiste catalane et ont deux filles.